# Gušteran tupoglav
Gušteran tupoglav (lat. Lobianchia dofleini) riba je iz porodice Myctophidae. Ovo je mala riba dubokih voda koja naraste do 5,0 cm duljine, živi na dubinama između 20 i 700 m, po danu na većim dubinama, između 300 i 700 m, a po noći ide prema površini gdje se zadržava na dubinama između 20 i 300 m, s mlađim i manjim primjercima pri vrhu, a starijim i većim dublje. Tijelo mu je oblika cigare, s velikom, kratkom tupastom glavom i velikim izbuljenim očima smještenima prema naprijed, te ustima koja dopiru iza očiju. Repna peraja je vrlo račvasta (dubokog V profila), a leđna peraja kratka. Hrani se zooplanktonom, najviše kopepodima i ostrakodima, posebno tijekom noći, odnosno gibanja prema površini, a sam je hrana brojnim grabežljivcima. Tijelo mu sadrži fotofore, odnosno organe koji proizvode svjetlo.

## Rasprostranjenost
Gušteran tupoglav živi po svim morima i oceanima svijeta između zemljopisnih širina 50° sjeverno i 40° južno, a unutar tog područja postoje pojedina mjesta na kojima nije zabilježen. 

## Vanjske poveznice
|  | Wikivrste imaju podatke o taksonu Gušteran tupoglav |